# Spisula ovalis
Spisula ovalis är en musselart som först beskrevs av James Sowerby mycologist 1817.  Spisula ovalis ingår i släktet Spisula och familjen Mactridae. Inga underarter finns listade i Catalogue of Life.